# Partita Lewitzkij-Veresov
La partita Lewitzkij-Veresov, chiamata anche attacco Richter-Veresov o semplicemente attacco Veresov, è un'apertura scacchistica caratterizzata dalle mosse
1.d4 d5

2.Cc3 Cf6

3.Ag5

oppure dalla trasposizione:
1.d4 Cf6

2.Cc3 d5

3.Ag5

La denominazione dell'apertura fa riferimento a dei giocatori di secondo piano, Lewitzkij, che svolse una certa attività scacchistica all'inizio dell'Ottocento, e Gavriil Veresov, maestro internazionale sovietico del secolo scorso.
In pratica non è altro che una partita spagnola ribaltata rispetto all'asse verticale della scacchiera.
Tartakower si è interessato a quest'apertura, adottandola alcune volte intorno al 1923, ma solo a titolo sperimentale e trascurando di propagandarla; Lewitzkij e Veresov l'hanno invece adottata con una certa sistematicità e con ferma convinzione.

## Storia
L'apertura risale alla partita Marshall-Wolf, Monte Carlo 1902. Tuttavia, fu Savielly Tartakower a giocarla regolarmente negli anni '20 e persino fino alla fine della sua vita, usandola nella sua vittoria su Donner nello Staunton Centenary del 1951. L'interpretazione e il trattamento dell'apertura da parte di Tartakower portarono generalmente a partite chiuse e manovrate.

## Analisi
Questo tipo di apertura scacchistica viene a volte usato da chi non voglia rientrare nelle varianti del gambetto di donna. Rispecchia lo sviluppo normale della apertura di re, ma portato in maniera speculare. L'idea principale è di lasciare al Nero la spinta in c5, continuando, finché possibile, con un tranquillo sviluppo dei pezzi e preparando l'eventuale spinta in e4. La più seguita continuazione è:
3...c5

4.Axf6 gxf6

5.e3 cxd4

che porta, col conseguente sviluppo, a partite con pari possibilità.

### Variante 3...e6
Questa è normalmente la risposta più comune del Nero, a cui il Bianco contrappone
4.e4
 
portandosi così nella difesa francese.